# 華林寺 (福州市)

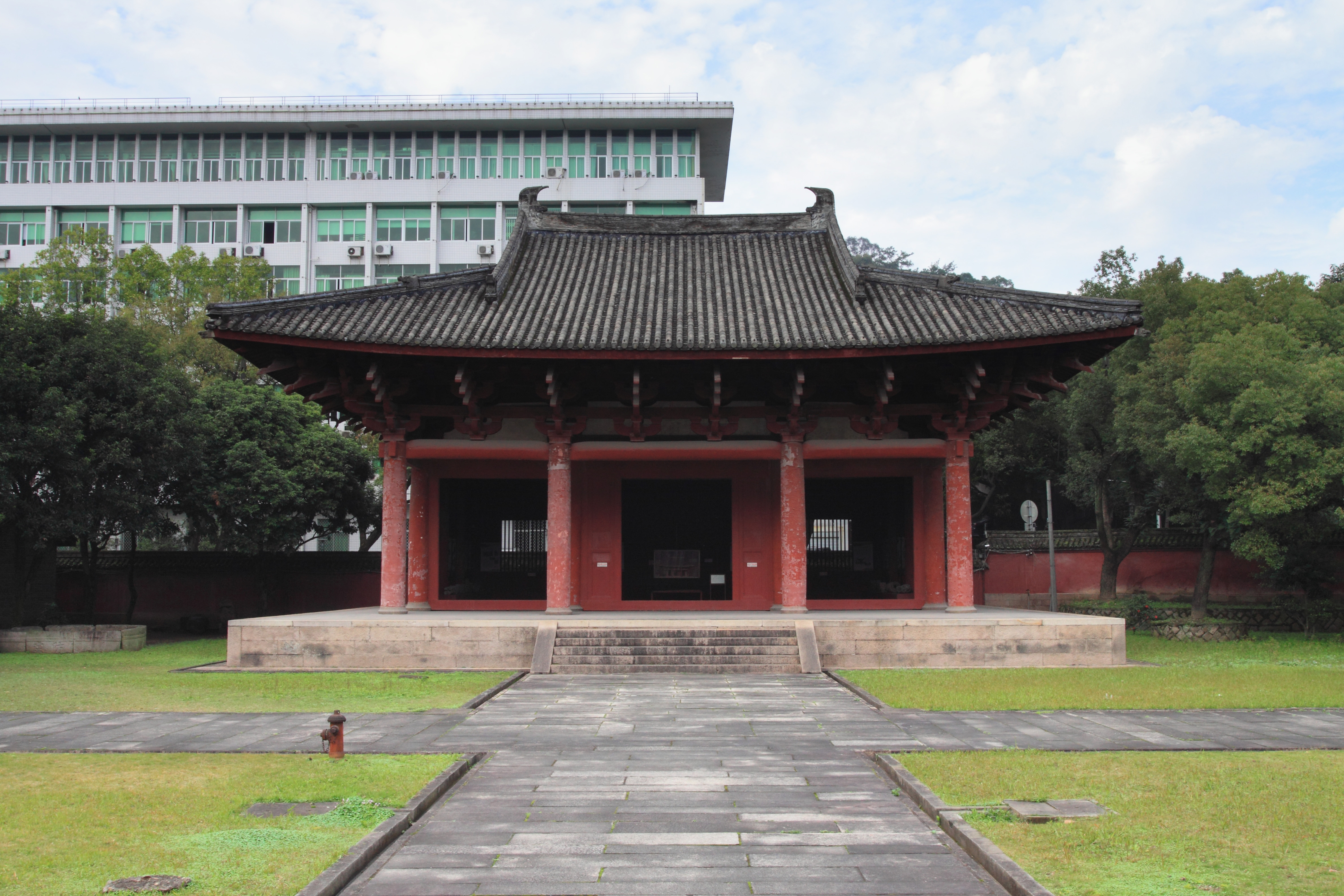
山門から撮る華林寺大雄宝殿

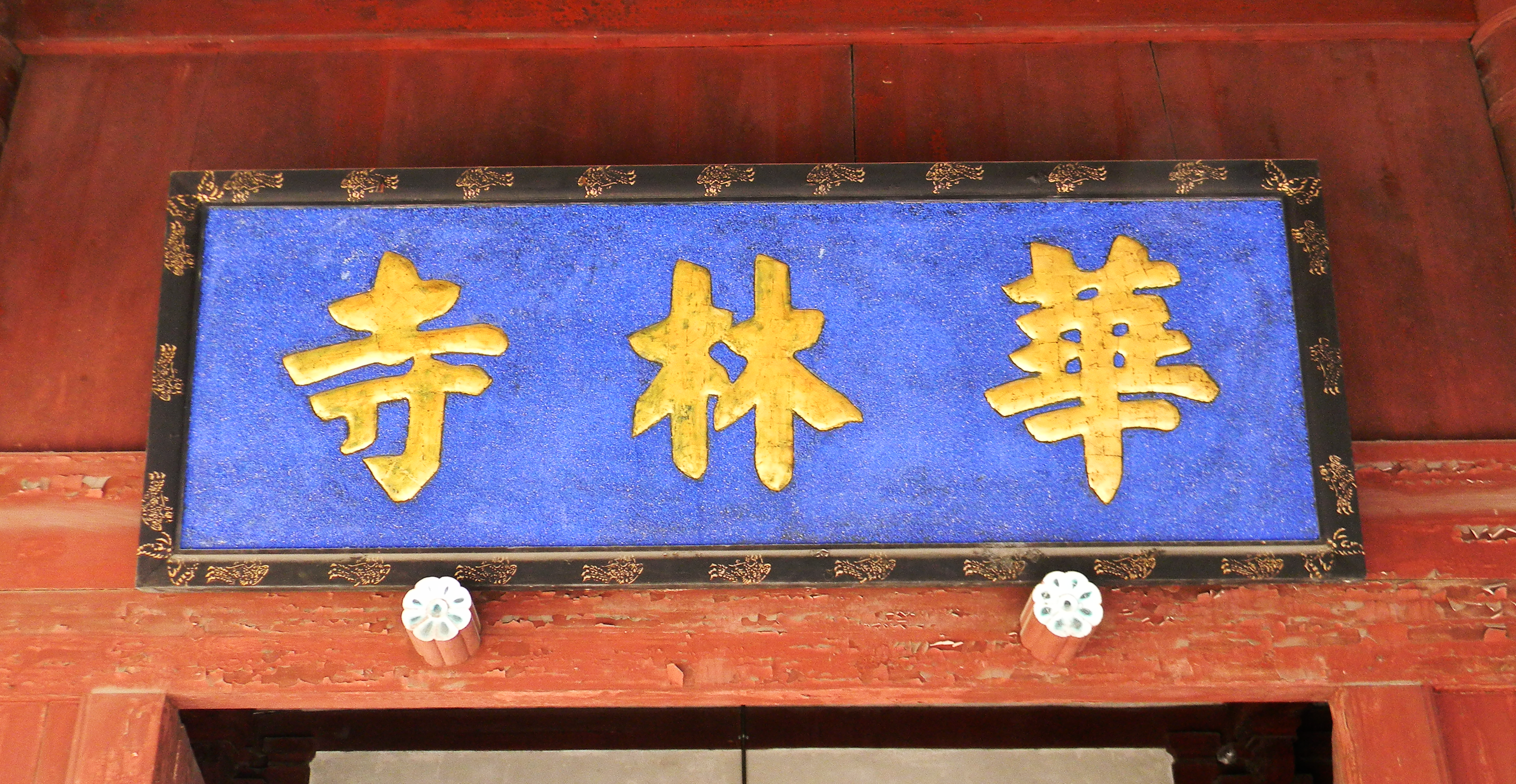
御筆の扁額

華林寺（かりんじ）は、中国福建省福州市鼓楼区に位置し、北宋・乾徳2年（964年）に建立した仏教寺院である。福州城北の屏山南麓に境内を構える。長江以南の南方中国では最も古い木造建築で、1982年に、中華人民共和国の全国重点文物保護単位に指定された。
建立当初は越山吉祥禅院（えつさんきちじょうぜんいん）と呼ばれた。明・宣徳6年（1431年）に建て直し、正統9年（1444年）に華林寺の額を賜ったとみられる:143。
福建の古建築とさせる華林寺は、禅宗様と大仏様の両方の要素が混在し、年代が古いほど大仏様の要素が強い。大殿は、桁行3間×梁間4間の寄棟造で、間面記法によって、一間四面と表記される:86:228
。この場合、身舎は1間×2間と特異だが、その1間即ち中央間は脇間に比べて遥かに長い。
古い華北の建築と比較して、華林寺は古代日本建築との共通性が強い:154。たとえば、日本の大仏様に僅かな胴張りがあるが、華林寺大殿のそれは、法隆寺金堂などのものに近い:228。その尾垂木も大仏様繰形に近い。丈の高い長方形で斗が直接噛み込んでおり、日本でいえば鎌倉地方系の禅宗様に近い。:22912世紀、東大寺中興の祖である俊乗房重源は、宋の時代の中国へ行き、福建の寺院を視察し、その建築様式・大仏様を採用。一説によれば、特に華林寺を考察した。:84しかし一説では、その大殿が参照の候補となった可能性は高くはない:154。

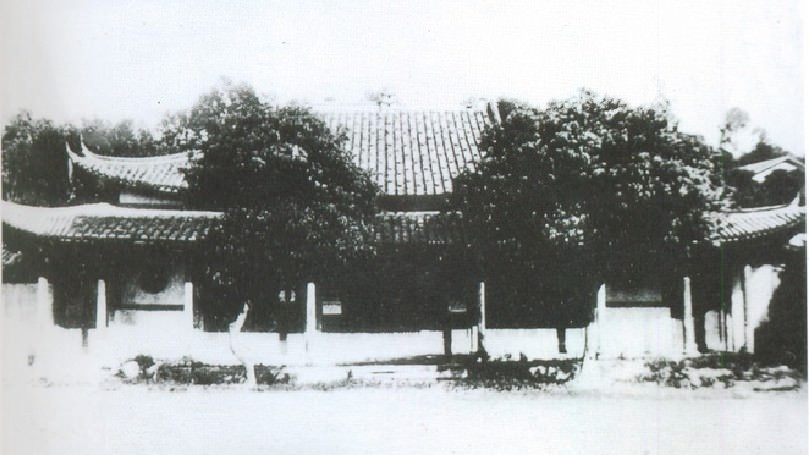
1950年代、大殿

文化大革命の時に、福建省政府はここへ移され、建築材料の倉庫となる大雄宝殿を除いて、寺に付属する古代の建物を取り壊した。その後、寺院裏側は直ぐに政府の建物が建てられて、大殿も三方囲また。1980年代、解体修理が行われ、整備された。それ以後、毎年、定期的修繕を行っている。